# (48640) Eziobosso
(48640) Eziobosso est un astéroïde de la ceinture principale.

## Description
(48640) Eziobosso est un astéroïde de la ceinture principale. Il fut découvert le 17 octobre 1995 à Sormano par Piero Sicoli et Pierangelo Ghezzi. Il présente une orbite caractérisée par un demi-grand axe de 2,29 UA, une excentricité de 0,11 et une inclinaison de 3,4° par rapport à l'écliptique.

## Compléments